# Швацька машина

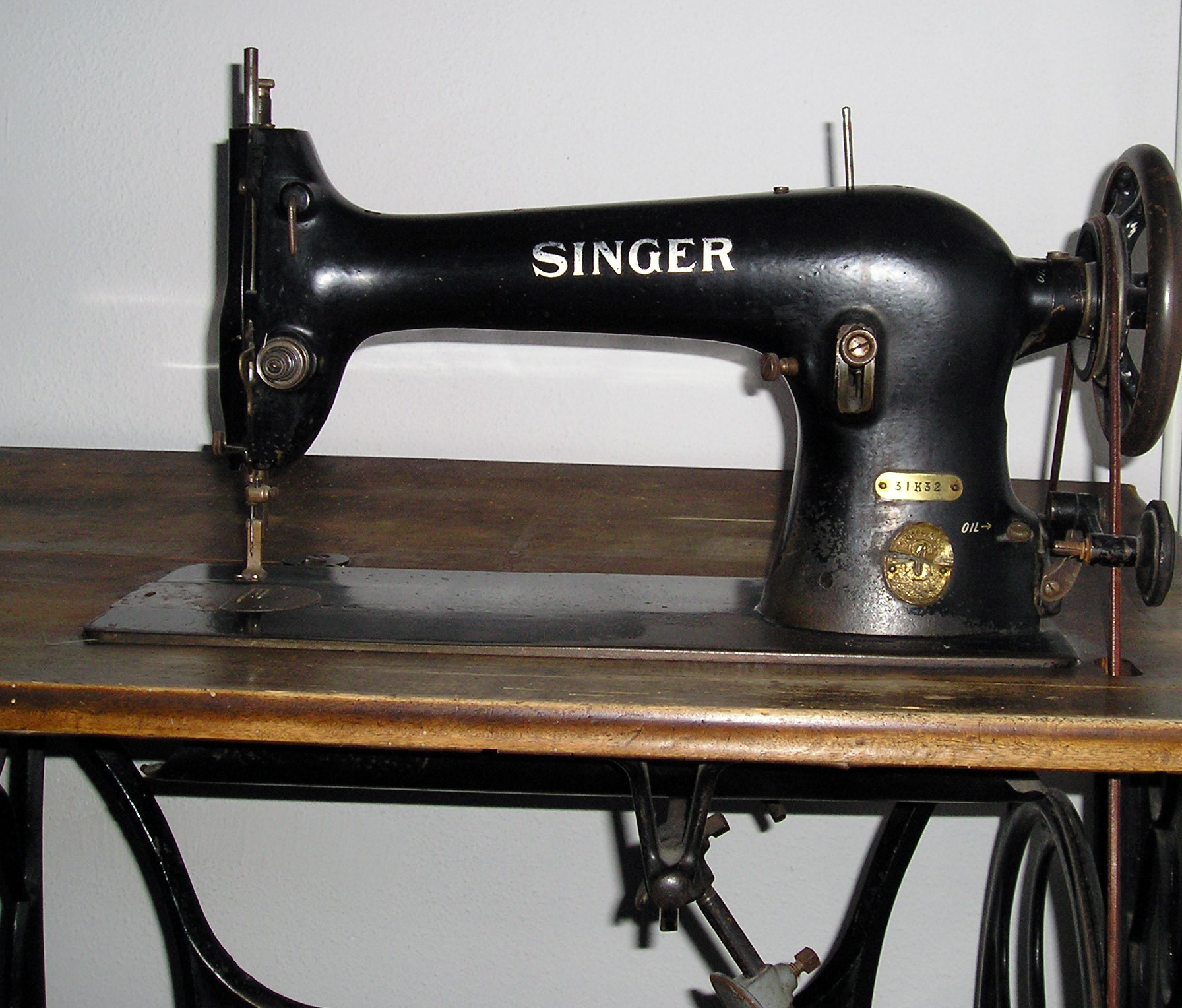
Швацька машинка Singer

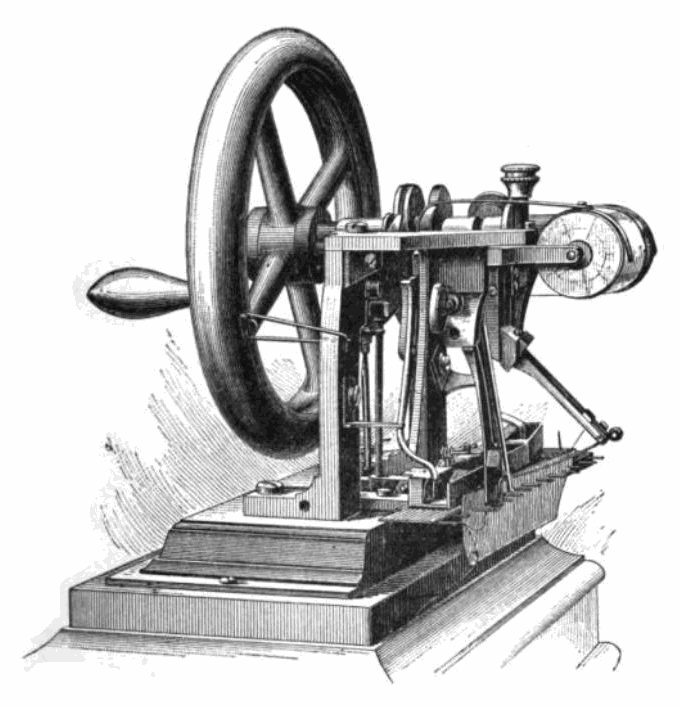
Швацька машина, винайдена Еліасом Хоу в 1845 р.

Анімація утворення шва в ранніх машинах з горизонтальним човником

Анімація утворення шва в сучасних машинах з вертикальним обертовим човником

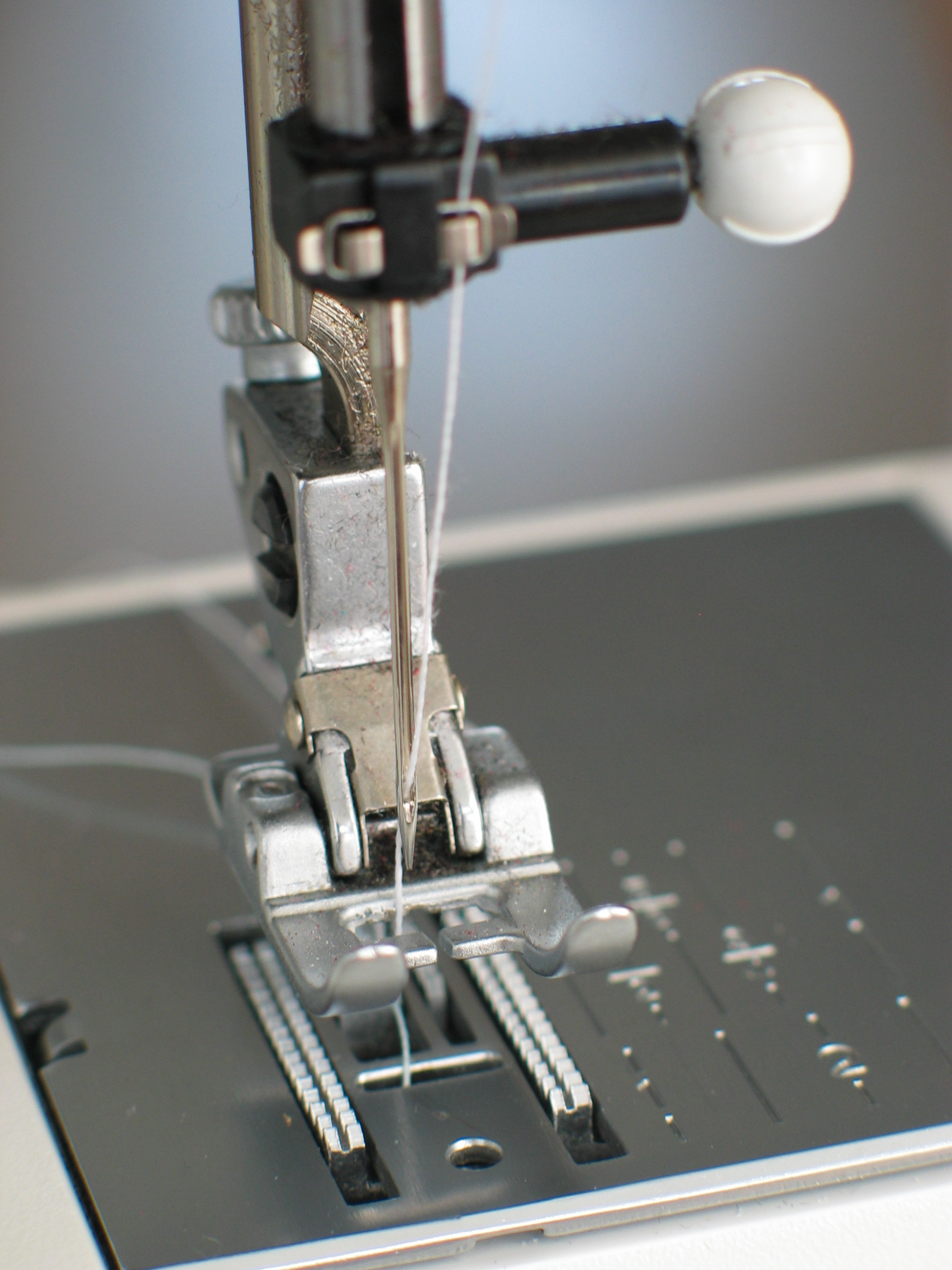
Голкова пластина, лапка й транспортер швацької машини

Шва́цька маши́на, шве́йна машина (у побуті — шва́цька маши́нка) — технічний пристрій для виконання процесів з'єднання, скріплення або обробки деталей швацьких виробів.

## Історія винаходу
Створення швейної машини припадає на другу половину XVIII століття. Перші швейні «машинки» відрізнялися тим, що повністю копіювали метод ручного одержання стібка.
Чарльз Фредрік Візенталь (1726—1789) був німецьким лікарем і винахідником, який отримав патент на перший відомий механічний пристрій для шиття в 1755 році. Можна стверджувати, що він винайшов швейну машину. За винахід подвійної загостреної голки з вушком на одному кінці він отримав британський патент № 701 (1755) від 20 вересня 1755 року.
У 1814, австрійський кравець Йозеф Мадершпергер створив голку з вушком біля вістря одного з кінців. Через кілька років Фішер, Гібоні, Волтер Хант, Елліас Хоу й інші вчені почали працювати над одержанням стібка за допомогою голки з вушком.
У 1830, Бартелемі Тімоньє отримав патент на швейну машину і відкрив першу у світі автоматизовану швейну фабрику.
У 1845, Елліас Хоу в США розробив човниковий стібок й одержав патент на швейну машину із цим стібком, що працювала зі швидкістю 300 стібків у хвилину. Особливістю механізму цієї машини було те, що голка рухалася горизонтально, а зшивані тканини розташовувалися у вертикальній площині й могли переміщатися тільки вздовж прямої лінії, що викликало деяку незручність.
У 1850, в швейному апараті А. Вільсона, а пізніше в 1851 і в машинах Зінгера і Гіббса голка рухалася вертикально, а тканина, притиснута спеціальною лапкою, розташовувалася на горизонтальній платформі і її просуванні здійснювалося зубчастим колесом з переривчастим рухом, а згодом — зубчастою пластинкою (рейкою).
У 1900, філія фірми Зінгера була відкрита у місті Подольськ, для забезпечення продукцією ринків Східної Європи та Азії. Після націоналізації за радянських часів на базі філії було створено Подольский механічний завод, який продовжив масовий випуск швейних машин під брендами «Подолськ» (які в народі називали "Подолка") та «Чайка».
З кожною створеною моделлю швейної машини конструкція швейної машини ускладнювалася й удосконалювалася, вони ставали дедалі швидкохідними й спеціалізованими. Наприкінці XIX століття загальна кількість використовуваних швацьких машин оцінювалася цифрою близько 20 млн штук.

## Класифікація
Залежно від конструкції розрізняють швацькі машини човникові (з човником) і ланцюгові (з петельником), залежно від призначення — універсальні й спеціалізовані (зигзаг-машини, петельні, потайного стібка), залежно від способу керування — півавтоматичні й автоматичні.

## Конструкція

### Маховик
Маховик — колесо з масивним ободом, що обертає головний вал і забезпечує рівномірний рух механізму. Залежно від типу привода урухомлюється корбою (ручний привод), пасовою передачею від колеса (ножний привод) або вала двигуна (електропривод). Головний вал проходить горизонтально і пов'язаний кривошипно-шатунним механізмом з тримачем голки і ниткопротягувачем, ексцентриком і шатунами — з пристроєм протягання тканини, зубчастою передачею — з вертикальним валом, що урухомлює човниковий пристрій.

### Тримач голки
Тримач голки (голковід) призначений для закріплення голки і надання їй поступального руху. Під тримачем розташовується голкова пластина, в проріз якої входить голка під час шиття.

### Притискна лапка
Притискна лапка призначається для притискання зшиваної тканини до голкової пластини й пристрою протягання. Кріпиться до нижнього кінця вертикального стрижня, що споряджений пружиною і важільцем підйому/опускання, і розташовується паралельно тримачу голки. У більшості конструкцій застосовуються змінні лапки, окремі для виконуваних операцій.

### Кривошипно-шатунний механізм
Кривошипно-шатунний механізм призначений для перетворення обертового руху головного вала в поступальний тримача голки і ниткопротягувача.

### Човник

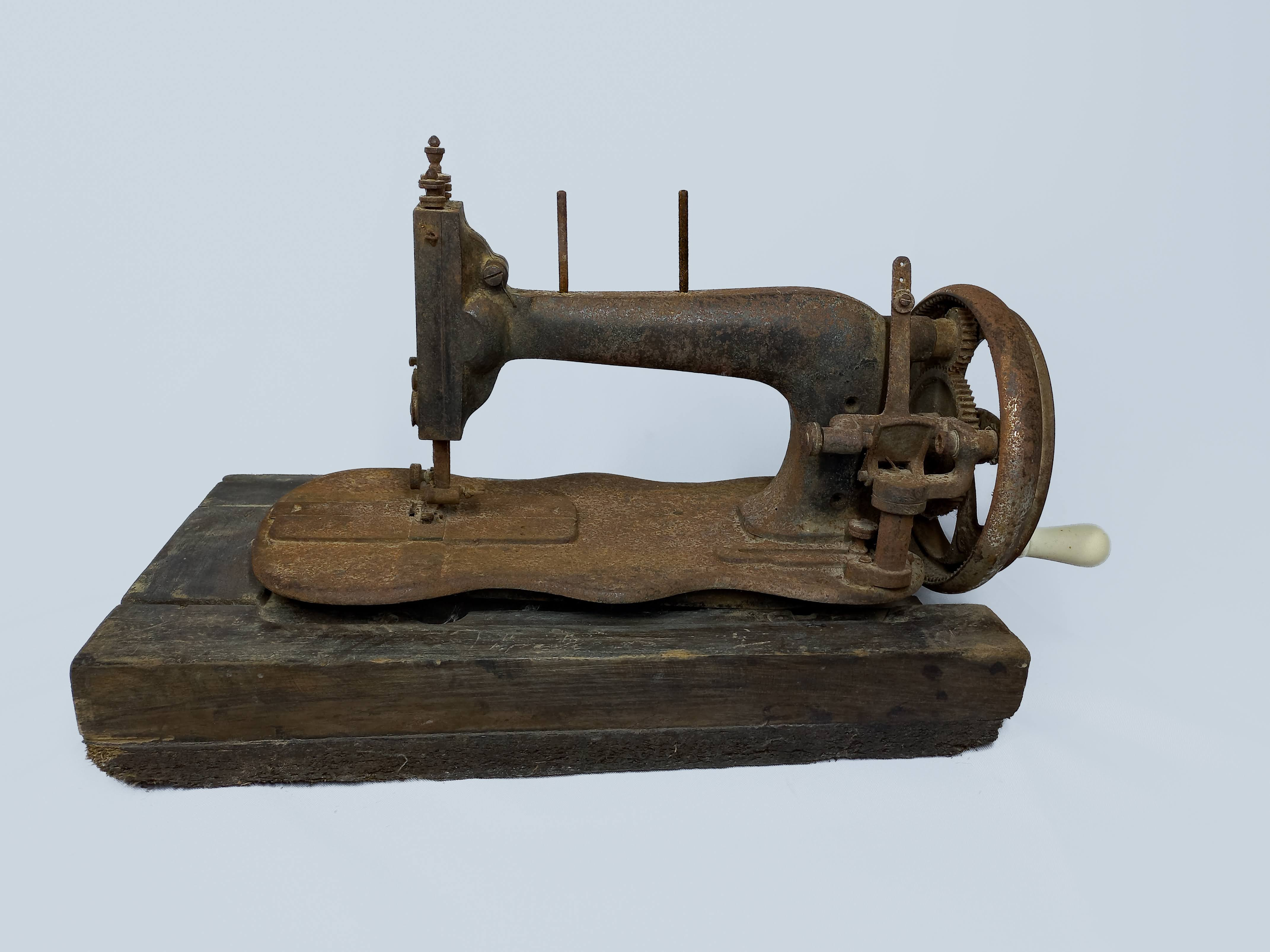
стара швейна машинка

Човниковий пристрій призначений для утворення нижньої частини шва. На ранніх швацьких машинах він був аналогічним за конструкцією і принципом роботи ткацькому човнику: пересувався поступально в горизонтальній площині, подаючи нижню нитку в петлі верхньої. На сучасних машинах застосовуються горизонтальний, вертикальний хитний і вертикальний обертовий човники. Човниковий пристрій складається з човника, знімного шпульного ковпачка з пристроєм натягу нитки (на горизонтальному човнику шпуля вставляється прямо в нього), і привода човникового механізму. Вертикальний хитний човник здійснює хитні рухи взад-вперед, захоплюючи петлю верхньої нитки й обводячи її навколо шпулі з нижньою ниткою. Обертові човники (горизонтальний і вертикальний) здійснюють обертальний рух, захоплюючи під час обертання петлю верхньої нитки. Привод здійснюється від головного вала. Встановлення шпулі здійснюється через знімну кришку, яка примикає до голкової пластини (на машинах з горизонтальним човником вона часто виконується прозорою для контроля за кількістю нижньої нитки).
На машинах ланцюгового стібка човник відсутній: замість нього використовується петельник, що утворює петлі з єдиної подаваної голкою нитки (однонитковий стібок) або окремої власної нитки (дво- і багатонитковий стібок).

### Ниткопритягувач
Ниткопритягувач служить для подавання нитки з котушки на голку.

### Пристрій протягання тканини
Для автоматичного просування зшиваної тканини під голкою застосовується пристрій протягання. Найпоширенішою конструкцією є рейки із зубчиками, які здійснюють коливальні рухи і просувають тканину. Привод рейок здійснюється від головного вала, при цьому може бути передбачено рух рейок у прямому і зворотному напрямках. Рейки входять у вирізи на голковій пластині.

### Пристрій натягу нитки
Пристрій натягу нитки складається з пружинного регулятора натягу нитки, ручка якого розміщається на корпусі, і кількох нитконапрямлячів (біля регулятора і вічка ниткопротягувача, на тримачі голки). Нитка з тарної котушки проходить через нитконапрямляч, регулятор, вічко ниткопротягувача, ще кілька нитконапрямлячів, і просилюється у вушко голки.

### Пристрій намотування
Для намотування нитки з тарної котушки на шпулю використовується пристрій, що нагадує ткацький ремісник (шпуляр). Шпуля із закріпленим на ній кінцем нитки надівається на шпиндель (вертикальний або горизонтальний) з приводом від маховика, і обертанням останнього здійснюється намотування.

## Механізми привода швейної машини

Покадрове відео процесу пошиття швейною машиною

За допомогою ручного або ножного привода, частіше ножного, можна запустити роботу механізму, який запустить різні шестірні, важелі, коліщата та інші частини швейної машини. Для шиття прикріплюється голка, а нитка вставлюється в спеціальну паличку. Щоб шити, нитка багато разів обкручується через різні виступи і спеціальні загони, що значно ускладнює роботу, а якщо нитка обірветься, то потрібно знайти і замінити обірвану нитку, на що витрачається багато часу. Такі швейні машини, в силу конструктивних особливостей, можуть виконувати тільки обмежений набір видів строчок.
Сучасні технології вже давно використовуються в побутових приладах. Швейні машини, так само як і багато інших домашні пристрої, бувають з комп'ютерним керуванням. В них всіма діями допомагає керувати вбудований мікропроцесор. Дані про типи можливих строчок зберігаються у вбудованій пам'яті і обмежуються тільки фантазією розробників та її об'ємом. На ткацьких фабриках вже давно використовується такий тип машинок, що значно прискорює пошиття і полегшує працю.
У електромеханічних швейних машинах по-різному скомбінувати обидва види управління.

## Інтернет-ресурси
- ГЕНІАЛЬНІСТЬ ШВЕЙНИХ МАШИН🧵 [VERITASIUM]